# Microgaster homocera
Microgaster homocera är en stekelart som beskrevs av De Saeger 1944. Microgaster homocera ingår i släktet Microgaster och familjen bracksteklar. Inga underarter finns listade i Catalogue of Life.